# Lucho Avilés
Luis César Avilés Volante, más conocido como Lucho Avilés (Montevideo, 30 de abril de 1938-Buenos Aires, 8 de junio de 2019), fue un periodista de espectáculos y conductor de TV uruguayo, radicado en Argentina en 1965. Fue conocido como «El Pionero», de los programas del mundo del espectáculo en Argentina.

## Biografía
La mayor parte de su actividad profesional transcurrió en Argentina. Se dedicó al periodismo de espectáculos desde 1965. 
Su primer trabajo en Argentina fue en el diario Crónica y su debut en televisión fue en el programa Feminísima, por el Canal 2 de La Plata. 
En 1984 se casó con María del Carmen Ferreira, con quien tuvo un hijo llamado Álvaro.
Condujo varios programas en televisión, siempre dedicado al periodismo de espectáculos y "chimentos". Uno de los más emblemáticos fue Indiscreciones, que se mantuvo en pantalla desde 1990 hasta 1999. Se lo consideró "el pionero" de los programas de espectáculos de la televisión argentina. 

### Polémicas
Tuvo dos episodios de agresión memorables, uno fue con el actor Guillermo Bredeston (esposo de Nora Cárpena) con quien tuvo un altercado en los estudios de grabaciones con insultos, puñetazos y desmayos durante el epílogo del programa Derecho a replica. El otro fue cuando empujó fuera de cámara al periodista Jorge Jacobson.
Fue pública su gran enemistad con Gustavo Yankelevich, con Gerardo Sofovich y con la actriz Andrea del Boca con quien tuvo un juicio desde 1997.

### Década del 2000
En 2007 formó parte del jurado del concurso Cantando por un Sueño 2, emitido en Showmatch, junto con Patricia Sosa, Oscar Mediavilla y Valeria Lynch.
Desde 2003 condujo el programa Convicciones, que vio su fin en diciembre de 2012 tras un problema entre la productora del programa y el Sindicato Argentino de Televisión, coincidiendo con el alejamiento de Lucho Avilés de la televisión.
Tuvo un conocido romance con la actriz Inés Moreno.

### Década de 2010
En 2010 Avilés, sufrió la partida de su amiga Susana Fontana, de 73 años, quien sufría de un cáncer de ovarios desde el 2009. Tras el fallecimiento de la periodista, el lunes 18 de octubre de ese año, el programa Convicciones realizó un homenaje en todo el día. 
A días de finalizar su programa en 2012, fue internado por problemas del corazón, pero por suerte su operación fue con éxito. 
Avilés, en ese entonces, comenzó a priorizar sobre su salud y a dedicarse a la lectura. En 2015, durante la presentación de su libro Indiscreciones, lo que nunca se contó en TV, recordó a Susana Fontana. El video publicado por el usuario Agustín Tauler en YouTube, se podía ver al periodista recordando a la panelista fallecida. 
En 2017, regresa por CN23 Indiscreciones. En menos de un mes, el programa, fue levantado. Los motivos del fin del programa, no fueron claro en ese momento. El propio pionero aseguró al periodista Lío Pecoraro que “el canal tomó la decisión de levantar el programa por unas desinteligencias que venía teniendo ya con la productora ejecutiva. No estaba de acuerdo en montón de cosas sobre el planteo del programa y se decidió que hoy no salga al aire”. En mayo del 2019, fue víctima de un accidente de las costillas. Como consecuencia de la caída, tuvo que afrontar una compleja recuperación y con dolor cada vez que se acostaba.

## Fallecimiento
El hecho ocurrió al mediodía del sábado 8 de junio de 2019 mientras se encontraba almorzando en el Club de Caza y Conservacionismo de Palermo. Avilés se descompensó y terminó desvaneciéndose en el baño. Minutos después, arribaron los médicos del SAME y constataron que sufrió un infarto masivo al corazón. El periodista fue declarado muerto de inmediato. Sus restos fueron enterrados en el Parque Memorial de Pilar, donde se realizó una misa de responso para amigos y familiares.

## Televisión
- El juicio del gato (1970) (Canal 13)
- Radiolandia en TV (1971) (Teleonce)
- Derecho a réplica (1972
- 60 Minutos (1979) (ATC)
- Revista Once (1981) (Canal 11)
- Noticias Once, Primera Edición (1982) (Canal 11)
- Toda la verdad (1982) (Canal 11)
- Venga y tráiganos su problema (1982) (Canal 11)
- Polémica en el fútbol (1985-1986) (Canal 11)
- Astros y Estrellas en Televisión (1987-1988) (Teledós)
- El pueblo quiere saber (1988) (Teledós)
- Indiscreciones (1990-1999 y 2017) (Telefe, Canal 9, ATC y CN23)
- El público quiere saber (1992 y 2012) (Canal 9 y Magazine)
- Indomables. (Lo condujo algunos meses en 2001) (América)
- Convicciones (2003-2012) (Plus Satelital y Magazine)
- Cantando por un sueño 2 (como Jurado) (2007) (Canal Trece)